# Violettbandat gulvingsfly
Violettbandat gulvingsfly, Xanthia togata, är en fjärilsart som beskrevs av Eugen Johann Christoph Esper 1788. Violettbandat gulvingsfly ingår i släktet Xanthia och familjen nattflyn, Noctuidae. Arten är reproducerande och har livskraftiga (LC) populationer i både Sverige och i Finland. Inga underarter finns listade i Catalogue of Life.

## Bildgalleri

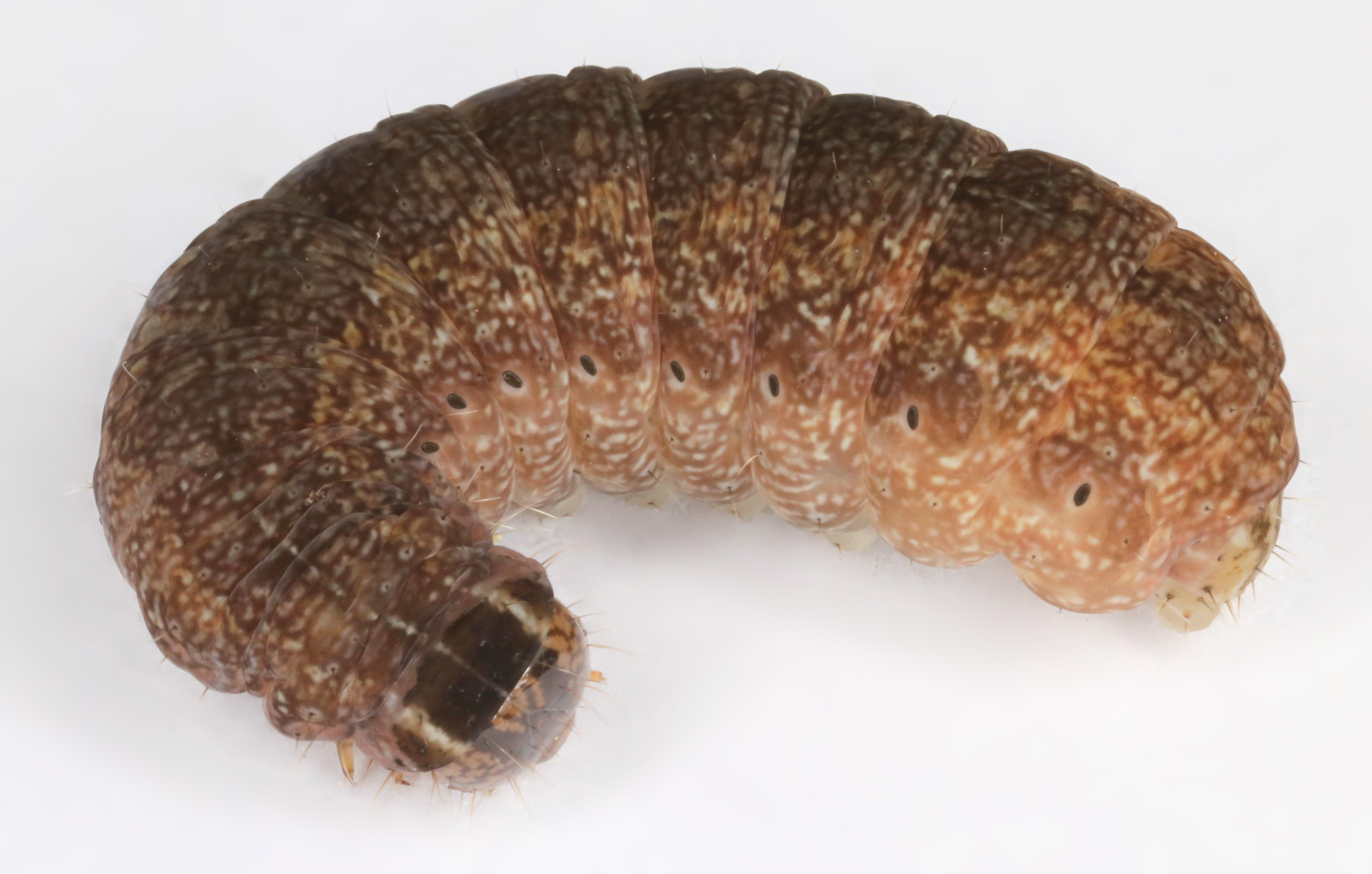
Fjärilens larv
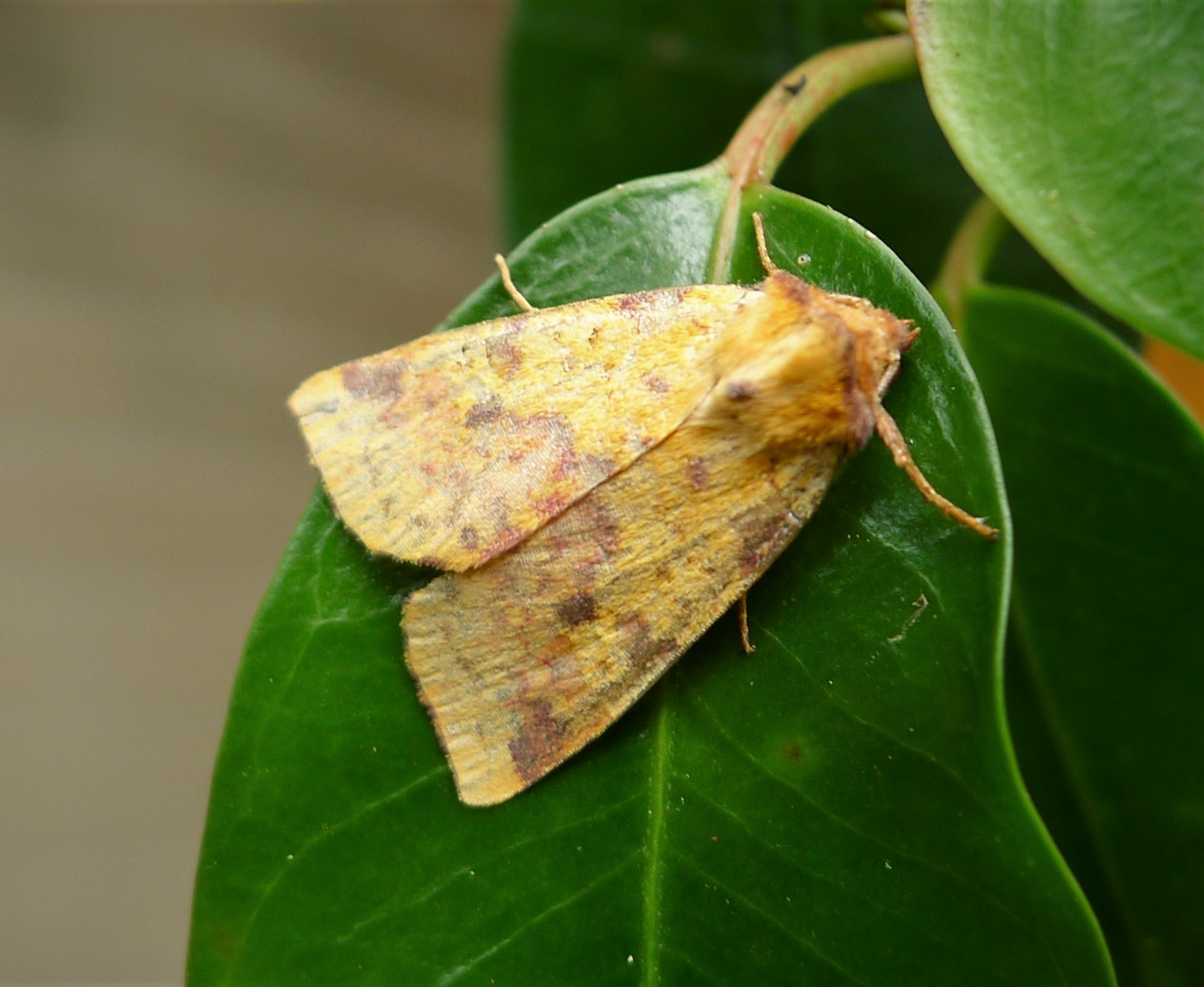
Imago fjäril
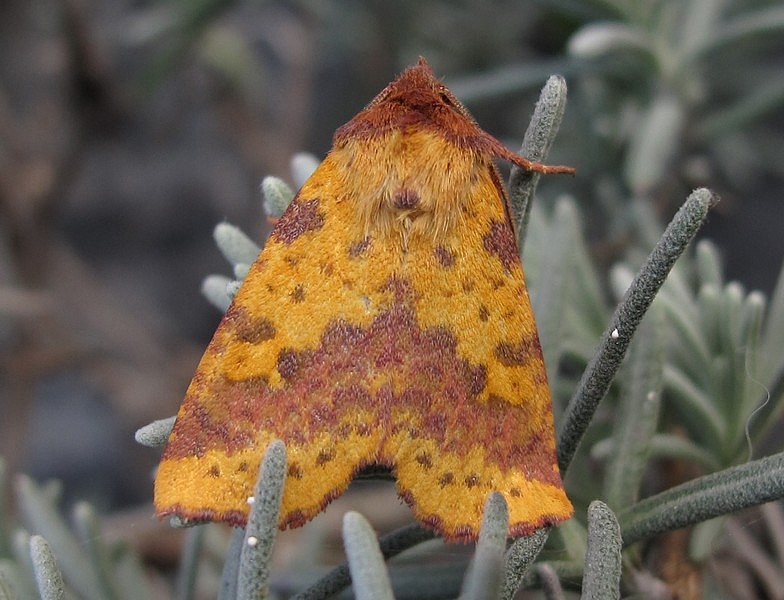
Imago fjäril
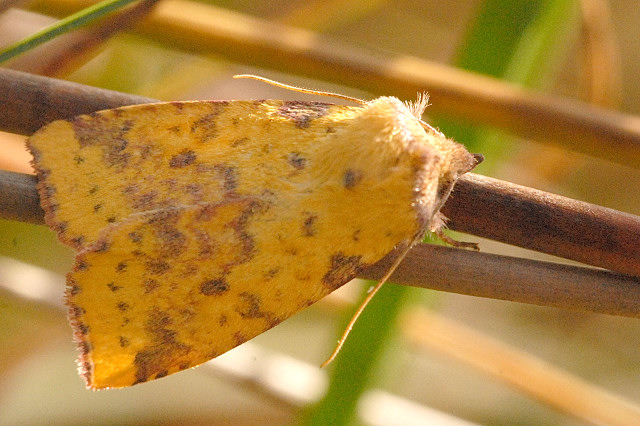
Imago fjäril
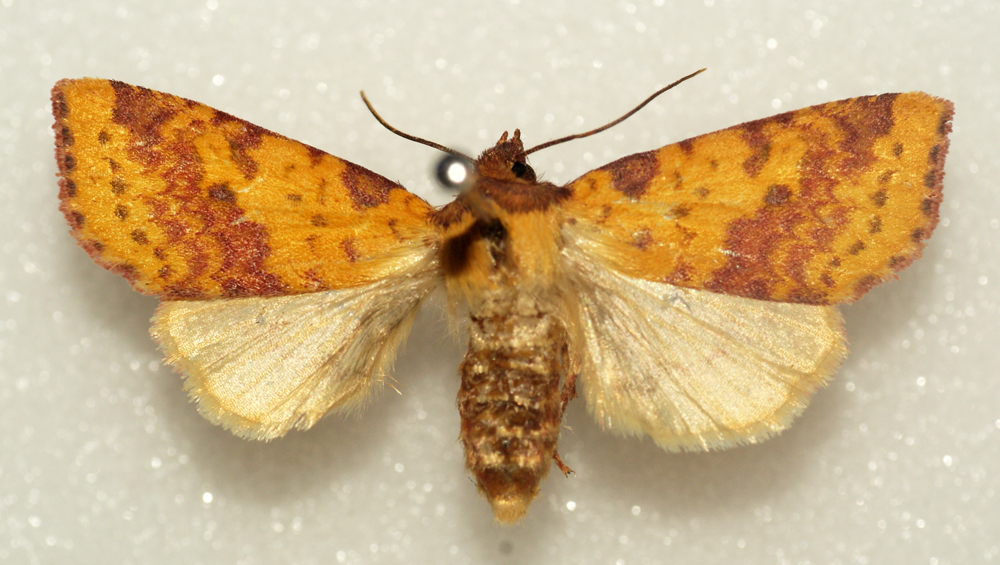
Preparerad (uppnålad) imago fjäril